# Harahszu
Harahszu (vagy Harahszuasz, Harahszuva, hettita nyelven URUḪa-ra-aḫ-šu-u̯a/aš) az óhettita kor egyik települése valahol Hattuszasz és Calpa között. Egyetlen ismert említése a CTH#3 (vagy KBo 3.38) számú ékírásos táblán található, amelynek közkeletű címe Calpa-szöveg. A szöveg szerint Happi herceg 100 harcosával indult Calpa városából, míg I. Hattuszilisz Hattuszaszból, és éppen Harahszu városánál találkoztak. Ebből annyi következik, hogy Felső-Hattiban, a Marasszanta folyó jobb partján, vagy a folyókanyartól keletre helyezkedhetett el.
A Calpa–Calpuva névváltozatok esetében többen feltették, hogy Calpa a város, Calpuva az annak irányítása alatt álló városkirályság megnevezése lehet. Ennek analógiájára feltehető, hogy a Harahszu–Harahszuva változatok itt is azt jelentik, hogy a Hettita Birodalomba tagozódása előtt szuverén hatalom volt. A Calpa-szövegből az vehető ki, hogy I. Hattuszilisz idején Calpa fennhatósága alatt volt.